# Partit de la Unitat del Kurdistan
El Partit de la Unitat del Kurdistan fou una coalició política kurda formada el 1992 per tres dels partits que el 1988 havien constituït el Front del Kurdistan Iraquià. Aquestos partits eren:
- Partit Socialista del Kurdistan Iraquià (KSP/I)
- Partit Democràtic del Poble del Kurdistan (KPDP)
- Aliança Popular del Kurdistan Socialista (PASOK)

L'estiu del 1993 els tres partits es van integrar al Partit Democràtic del Kurdistan.